# Пам'ятник Катерині II (Вільна)

Пам'ятник Катерині II — пам'ятник імператриці Катерині II, що не зберігся, у Вільнюсі роботи Марка Антокольського.

## Історія

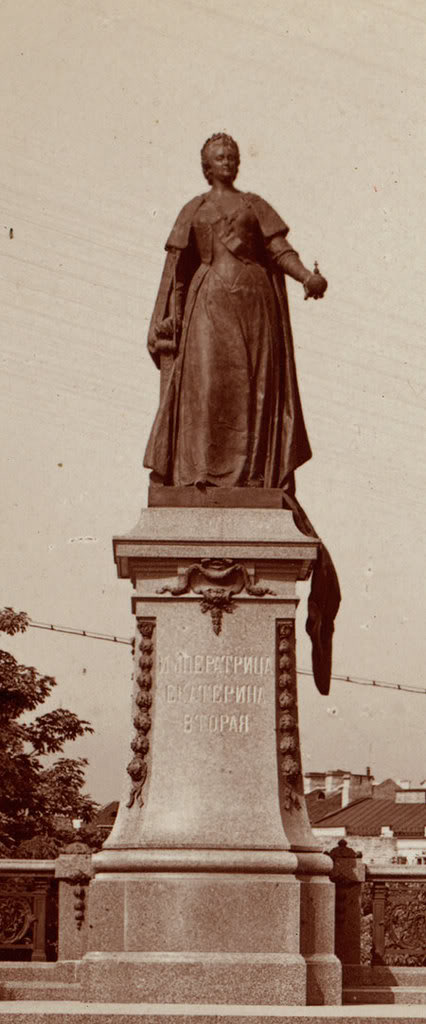
Пам'ятник Катерині II у Вільні

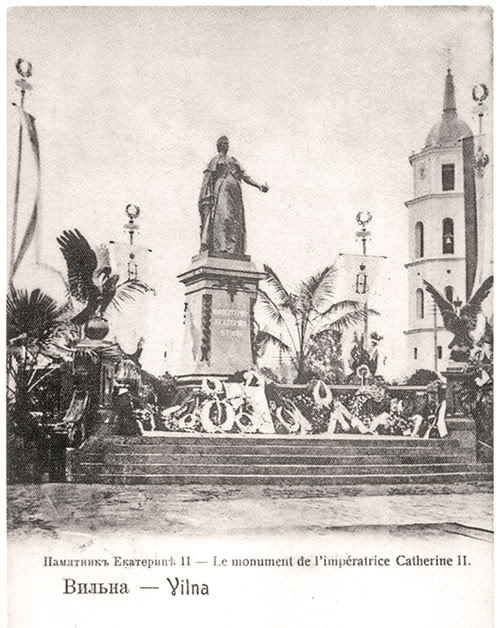
Пам'ятник Катерині II

Ідея спорудження пам'ятника з'явилася у зв'язку зі сторічною річницею приєднання Північно-Західного краю до Російської імперії внаслідок розділів Речі Посполитої. Було засновано спеціальний комітет, до якого було запрошено уродженця Вільни, знаменитого скульптора Антокольського, який у 1900 погодився взятися за виконання пам'ятника. Ще до своєї смерті в 1902 він встиг виготовити пам'ятник і бронзові прикраси, які були схвалені. Весною 1903 пам'ятник доставлено у Вільню.
Пам'ятник був дуже витончений і був одним із найкращих творів скульптора.
Імператриця, що стоїть, дивилася на схід, у лівій простягнутій руці у неї була держава, а в правій — скіпетр. Висота фігури з підніжкою складала близько 3 метрів, а висота всього пам'ятника — 8 метрів. Вага статуї складала 22 тонни, включаючи п'єдестал — 33 тонни. На передній стороні п'єдесталу було висічено золотими літерами «Імператриця Катерина Друга», на протилежному боці було висічено відомий девіз «Отторженная возвратих».
Монумент був встановлений на Кафедральній площі, після того, як коштом місцевого купця А. М. Пімонова були проведені дорогі роботи зі стабілізації фундаменту. Урочисте відкриття пам'ятника відбулося 10 вересня 1904. На урочистостях з нагоди відкриття зібралися всі видні люди Північно-Західного краю, був також великий князь Михайло Олександрович, молодший брат Миколи II. У зв'язку із встановленням пам'ятника було також проведено загальне облагородження раніше запущеної площі, було розбито сквер.
Пам'ятнику не судилося простояти довго: в 1915, при наближенні німецьких військ, він був демонтований і евакуйований углиб Росії. Його сліди загубилися під час Громадянської війни.